# مرض القلب الضغطي
يشتمل مرض القلب الضغطي عددا من مضاعفات ارتفاع ضغط الدم التي تؤثر على القلب، ورغم وجود العديد من التعريفات لمرض القلب الضغطي في الأدبيات الطبية إلا أن هذا المصطلح أكثر ما يستخدم في التصنيف الدولي للأمراض (ICD). يتضمن التعريف الفشل القلبي والمضاعفات القلبية الأخرى الناجمة عن ارتفاع ضغط الدم عندما يكون هنالك علاقة سببية بين مرض القلب وارتفاع ضغط الدم الذي صرح به في شهادة الوفاة أو أشير إليه فيها.
بالنسبة للتصنيف الدولي للأمراض تختلف أمراض القلب الناجمة عن فرط ضغط الدم (I11) وقسميها الفرعيين: أمراض القلب الضغطية ذات الفشل القلبي، (I11.0) وأمراض القلب الضغطية دون فشل قلبي (I11.9) عن مرض القلب الروماتزمي المزمن وعن مرض نقص تروية القلب. لكن بما أن فرط ضغط الدم هو عامل خطر للإصابة بتصلب الشرايين ونقص تروية القلب، فمعدل الوفيات الناتج عن أمراض القلب الناجمة عن فرط ضغط الدم يعطي مقياس غير مكتمل عن عبء المرض الناتج عن فرط ضغط الدم.
خلّف مرض القلب الضغطي 1.07 مليون وفاة عام 2013، مرتفعا عن 630,000 في عام 1990.

## علامات وأعراض
تعتمد علامات مرض القلب الضغطي وأعراضه على ما إذا كان مصحوبا بالفشل القلبي. في حالة غياب الفشل القلبي يكون ارتفاع ضغط الدم (مع تضخم البطين الأيسر أو بدونه) غالباً بلا أعراض . علامات وأعراض فشل القلب المزمن يمكن أن تتضمن:
- الإعياء
- عدم انتظام النبض أو الخفقان
- تورم القدمين والكاحلين
- زيادة الوزن
- غثيان
- ضيق التنفس
- صعوبة في النوم (ضيق النفس الاضطجاعي)
- الانتفاخ وآلام في البطن
- كثرة التبول ليلاً
- تضخم القلب

قد يصاب المريض بالفشل القلبي (الضمور القلبي) والوذمة الرئوية (احتباس السوائل الرئوية) الذي يؤدي إلى التوقف المفاجئ لوظائف ضخ القلب. 

### المضاعفات المحتملة
- تضخم البطين الأيسر وإعادة تشكيل البطين الأيسر.
- تضاؤل تدفق الدم إلى الأوعية الدموية التاجية ونقص تروية عضلة القلب مما يؤدي إلى سكته صامتة (بدون أعراض).
- مرض القلب التاجي وتسارع تصلب الشرايين.
- فشل القلب الاحتقاني: يتضمن الفشل القلبي الذي يكون فيه الجزء المقذوف من البطين الأيسر طبيعياً، وغالبا ما يطلق عليه اسم «قصور القلب الانبساطي».
- الرجفان الأذيني عدم انتظام ضربات القلب وحدوث الموت القلبي المفاجئ.

## التشخيص
| التصنيف             | ضغط الدم الانقباضي (ملم زئبق) | ضغط الدم الانبساطي (ملم زئبق) |
| ------------------- | ----------------------------- | ----------------------------- |
| المثالي             | < 120                         | < 80                          |
| ما قبل فرط ضغط الدم | 120-139                       | 80-89                         |
| المرحلة الأولى      | 140-159                       | 90-99                         |
| المرحلة الثانية     | >160                          | >100                          |

### التشخيص التفريقي
توجد حالات أخرى تشترك مع مرض القلب الضغطي في سماتها وتندرج تحت تشخيصات مختلفة، على سبيل المثال:
- مرض الشريان التاجي أو أمراض نقص تروية القلب الذين بسببهما تصلب الشرايين
- تضخم عضلة القلب
- تضخم البطين الأيسر لدى الرياضيين
- فشل القلب الاحتقاني أو الفشل القلبي الذي يكون فيه الجزء المقذوف من البطين الأيسر طبيعياً لأسباب أخرى.
- الرجفان الأذيني أو غيرها من اضطرابات ضربات القلب لأسباب أخرى.
- انقطاع النفس أثناء النوم

### الوقاية
قد يصاب الناس بارتفاع ضغط الدم وهم لا يعلمون بذلك، لعدم وجود أعراض مصاحبه له . و المعرفة بتشخيص ارتفاع ضغط الدم في وقت مبكر يمكن أن تساعد في منع أمراض القلب والسكتة الدماغية، ومشاكل في العين، وأمراض الكلى المزمنة.
يمكن الحد من مخاطر الوقوع في أمراض الدم الوعائي والموت عن طريق إجراء تعديلات على نمط الحياة، تندرج تحت الإرشادات الغذائية، التشجيع على فقد الوزن الزائد وممارسة التمارين الهوائية بشكل منتظم، التقليل من تعاطي الكحول والإقلاع عن التدخين . قد يحتاج المريض إلى بعض الأدوية العلاجية للسيطرة على ارتفاع ضغط الدم والحد من خطورة الإصابة بمرض القلب الوعائي، معالجة الفشل القلبي، أو السيطرة على عدم انتظام ضربات القلب . و يجب على المرضى المصابين بمرض القلب الضغطي تجنب تعاطي مضادات الاتهاب (المسكنات) بشكل مفرط وغير محسوب أو مثبطات السعال ومضادات الاحتقان التي تحتوي على محفزات تؤثر على الجهاز العصبي بدون استشارة الطبيب لأنه من الممكن أن تؤدي إلى تفاقم ارتفاع ضغط الدم والفشل القلبي.

### هدف ضغط الدم
وفقاً لـJNC 7 ، ينبغي أن يكون هدف ضغط الدم على النحو التالي:
- أقل من 140/90 ملم زئبق في المرضى الذين يعانون من ارتفاع ضغط الدم غير المصحوب بمضاعفات.
- أقل من 130/85 ملم زئبق لدى المرضى الذين يعانون من مرض السكري وأمراض الكلى مع أقل من غرام بروتي واحد لكل 24 ساعة.
- أقل من 125/75 ملم زئبق مع المرضى الذين يعانون من أمراض الكلى أكثر من غرام بروتي واحد لكل 24 ساعة ظ.

## العلاج
الرعاية الطبية للمرضى الذين يعانون من مرض القلب الضغطي تندرج تحت تصنيفين:
- علاج ضغط الدم المرتفع .
- الوقاية وعلاج مرض القلب الضغطي .

## علم الأوبئة

تقدير معدل السنوات الحياتية للإعاقة التي يخسرها كل 100 ألف شخص بسبب مرض القلب الضغطي في عام 2004.

فراط ارتفاع ضغط الدم أو ارتفاع ضغط الدم يؤثر على 4 مليارات شخص على الأقل حول العالم. مرض القلب الضغطي واحد من الأمراض التي يسببها ارتفاع ضغط الدم. وهناك أمراض أخرى ناجمة عن ارتفاع ضغط الدم منها نقص تروية القلب والسكتة الدماغية وأمراض الشرايين الطرفية تمدد الأوعية الدموية وأمراض الكلى. من المحتمل أن يزيد ارتفاع ضغط الدم من خطورة الإصابة بالفشل القلبي بضعفين أو ثلاثة أضعاف وربما يشكّل نحو 25 ٪ من جميع حالات الفشل القلبي. بالإضافة إلى ذلك، ارتفاع ضغط الدم يسبق الفشل القلبي في 90 ٪ من الحالات، ومعظم حالات الفشل القلبي لدى كبار السن يمكن أن تعود إلى ارتفاع ضغط الدم. و يعتبر مرض القلب الضغطي المسؤول عن مليون حالة وفاة في العالم في عام 2004 (أو ما يقرب من 1.7 ٪ من مجموع الوفيات في العالم). و تصدر المرتبة الثالثة عشر عالمياً من الأسباب المؤدية للموت لجميع . تظهر الخريطة الجانبية تقدير معدل السنوات الحياتية للإعاقة التي يخسرها كل 100 ألف شخص بسبب مرض القلب الضغطي في عام 2004 .  

### الاختلافات الجنسية
ارتفاع ضغط الدم لدى الرجال يبدأ في سن مبكر، لكن على الرغم من ذلك فنسبة النساء المصابات بارتفاع ضغط الدم تفوق نسبة الرجال ولا يمكن السيطرة على ارتفاع ضغط الدم بسهولة لديهن. عواقب ارتفاع ضغط الدم عند النساء مشاكل صحية عامة وارتفاع ضغط الدم هو من العوامل المهمة المساهمة في النوبات القلبية لدى النساء أكثر من الرجال.
إلى فترة قريبة لم يكن تمثيل النساء مساويًا لتمثيل الرجال في التجارب الإكلينيكية التي تستهدف الرجال والنساء. ومع ذلك توجد بعض الدلائل على ان الأدوية الخافضة لارتفاع ضغط الدم يختلف تأثيرها بين الجنسيين، وقد يكون علاج الفشل القلبي أقل فعالية لدى النساء. 

### الاختلافات العرقية
تشير الدراسات في الولايات المتحدة الأمريكية أن الأمريكيين من أصل أفريقي لديهم ارتفاع ضغط الدم ويعانون من مرض القلب الضغطي بشكل كبير مقارنة مع البيض غير اللاتينيين والأمريكيين المكسيكي . الفشل القلبي هو أكثر شيوعا لدى الناس الأمريكيين من أصل أفريقي ومعدل الوفيات الناجمة عنه في الأمريكيين من أصل أفريقي أكثر من المرضى البيض وهو في ازدياد مستمر، وأنه يبدأ في المراحل متقدمة من عمر الإنسان. و مما يثير القلق، وتشير البيانات الأخيرة إلى أن معدلات ارتفاع ضغط الدم تتزايد بسرعة أكبر في الأمريكيين من أصل أفريقي من المجموعات العرقية الأخرى . وقد يهدد الزيادة في ارتفاع ضغط الدم الأمريكيين من أصل أفريقي بأن تكون أعمارهم أقل من اعمار البيض .